# Chênedollé
Chênedollé település Franciaországban, Calvados megyében. Lakosainak száma 228 fő (2018. január 1.). Chênedollé Bernières-le-Patry, Burcy, Pierres, Presles, Rully és Viessoix községekkel határos.

## Népesség
A település népességének változása:
| Lakosok száma | 237  | 218  | 185  | 218  | 221  | 245  | 241  | 239  | 232  | 228  |
|               | 1962 | 1968 | 1982 | 1990 | 1999 | 2008 | 2011 | 2013 | 2017 | 2018 |